# Christmas Break-In
Christmas Break-in è un film per la televisione del 2018 diretto da Micheal Kampa.

## Trama
Izzy è una bambina di 9 anni che arriva sempre in ritardo a scuola, ma i genitori non possono farla arrivare puntuale a scuola nell'ultimo giorno per le vacanze natalizie. Infatti, nell'ultimo di scuola prima delle vacanze natalizie, Izzy rimane da sola a scuola con il bidello. La situazione peggiora quando arrivano tre ladri che decidono di sottrarre i soldi alla scuola. Per non farsi scoprire con un camion da gelati, i tre ladri entrano nella scuola dove legano il bidello ma Izzy decide di affrontarli: dopo averli sconfitti e dopo aver riabbracciato i genitori, i ladri vengono arrestati. Izzy ora può passare in felicità le vacanze di Natale.